# Liga Leumit 1959-1960 (pallacanestro)
La Liga Leumit 1959-1960 è stata la 6ª edizione del massimo campionato israeliano di pallacanestro maschile. La vittoria finale è stata ad appannaggio dell'Hapoel Tel Aviv.

## Regular season
|  |     | Squadra               | G  | V  | P  | PF   | PS   | PF/PS | Pt | Qualificazione            |
|  | --- | --------------------- | -- | -- | -- | ---- | ---- | ----- | -- | ------------------------- |
|  | 1.  | Hapoel Tel Aviv       | 22 | 20 | 2  | 1463 | 1143 | +320  | 42 |                           |
|  | 2.  | Maccabi Tel Aviv      | 22 | 18 | 4  | 1585 | 1233 | +352  | 40 |                           |
|  | 3.  | Hapoel Haifa          | 22 | 15 | 7  | 1523 | 1360 | +163  | 37 |                           |
|  | 4.  | H. Mishmar HaEmek     | 22 | 13 | 9  | 1374 | 1327 | +47   | 35 |                           |
|  | 5.  | Hapoel Holon          | 22 | 12 | 10 | 1406 | 1417 | -11   | 34 |                           |
|  | 6.  | Maccabi K. Motzkin    | 22 | 11 | 11 | 1349 | 1458 | -109  | 33 |                           |
|  | 7.  | Maccabi Gerusalemme   | 22 | 11 | 11 | 1415 | 1456 | -41   | 33 |                           |
|  | 8.  | Hapoel Ramat Gan      | 22 | 9  | 13 | 1306 | 1326 | -20   | 31 |                           |
|  | 9.  | Hapoel Giv'at Haim    | 22 | 7  | 15 | 1228 | 1392 | -164  | 29 |                           |
|  | 10. | Hapoel Gerusalemme    | 22 | 7  | 15 | 1328 | 1454 | -126  | 29 |                           |
|  | 11. | Mac. Darom Tel Aviv   | 22 | 5  | 17 | 1218 | 1461 | -243  | 27 |                           |
|  | 12. | Hapoel Ashdot Ya'akov | 22 | 4  | 18 | 1231 | 1410 | -179  | 26 | retrocesso in Liga Artzit |

## Squadra vincitrice
|    | Naz.               | Ruolo | Sportivo          | Anno | Alt. |  |  |
| -- | ------------------ | ----- | ----------------- | ---- | ---- |  |  |
| 1  | Israele (bandiera) | G     | Uri Gothelf       | 1935 |      |  |  |
| 2  | Israele (bandiera) | AG    | Ilan Zeiger       | 1939 | 194  |  |  |
| 3  | Israele (bandiera) |       | Amnon Gamar       |      |      |  |  |
| 4  | Israele (bandiera) | G     | Erez Lustig       | 1933 | 179  |  |  |
| 5  | Israele (bandiera) | G     | Haim Hazan        | 1937 | 189  |  |  |
| 6  | Israele (bandiera) |       | Moshe Maor        |      |      |  |  |
| 7  | Israele (bandiera) | G     | Moshe Angel       | 1942 |      |  |  |
| 9  | Israele (bandiera) |       | Eddie Sukenik     |      |      |  |  |
| 10 | Israele (bandiera) | AP    | Azriel Luboshitz  | 1935 | 189  |  |  |
| 11 | Israele (bandiera) |       | Amos Rubinstein   |      |      |  |  |
| 12 | Israele (bandiera) |       | Ami Wasilewski    |      |      |  |  |
| 13 | Israele (bandiera) |       | Joseph Drizin     |      |      |  |  |
| 14 | Israele (bandiera) | A     | Zvi Lubezki       | 1939 | 190  |  |  |
| 15 | Israele (bandiera) |       | Itzhak Kastenbaum |      |      |  |  |
| 16 | Israele (bandiera) | AG    | Abraham Gutt      | 1944 | 196  |  |  |
| 17 | Israele (bandiera) | P     | Moshe Berry       | 1935 | 182  |  |  |
|    | Israele (bandiera) | ALL   | Shimon Shelah     |      |      |  |  |